# Mandat de banque centrale
Un mandat de banque centrale est l'ensemble des objectifs et des fins attribués à une banque centrale dans la conduite de ses opérations, et que cette dernière doit viser afin de remplir son rôle. Les missions attribuées aux banques centrales diffèrent d'un pays à l'autre, quoique la stabilité des prix soit l'objectif le plus répandu.

## Concept
Les banques centrales contrôlent la politique monétaire, à savoir les décisions affectant la quantité de monnaie en circulation et les taux d'intérêt. Elles fonctionnent d'ordinaire en vertu d'un texte (loi, traité international), qui fixe à la banque centrale son mandat. Le mandat présente l'objectif, ou énumère les objectifs, que la banque centrale doit chercher à atteindre dans son activité.
Le mandat le plus répandu pour les banques centrales est celui de la stabilité des prix, à savoir garder l'inflation à un niveau faible ou à un niveau considéré optimal. Certaines banques centrales, comme la Réserve fédérale des États-Unis, ont également un mandat de plein emploi.
Un mandat de banque centrale peut ordonner une hiérarchie d'objectifs. C'est le cas du Traité sur le fonctionnement de l'Union européenne, qui fixe à la BCE un mandat contenant un objectif principal (la stabilité des prix) en même temps qu'un objectif subsidiaire : sans préjudice de l'objectif de stabilité des prix, la banque centrale doit viser le « plein emploi », une « croissance économique équilibrée », ainsi qu'« un niveau élevé de protection et d'amélioration de la qualité de l'environnement » ; aussi, elle doit contribuer à la « stabilité du système financier ». Le Canada et la Nouvelle-Zélande fonctionnent également sur le modèle du mandat hiérarchisé.

## Historique
Les travaux de Finn E. Kydland et Edward C. Prescott à la fin des années 1970 déterminent que la meilleure politique monétaire est celle qui vise la stabilité des prix de façon indépendante du pouvoir politique. Cela est renforcé par la thèse de Milton Friedman et Anna Schwartz selon laquelle l'inflation est nécessairement un phénomène monétaire, c'est-à-dire que c'est la banque centrale qui la cause en désajustant la masse monétaire de ce dont le système économique a besoin. 
Ainsi, dans le sillage de leurs apports théoriques, un consensus se forme dans les années 1980 selon lequel les banques centrales doivent avoir un mandat simple et unique ayant trait à la stabilité des prix. La Banque fédérale d'Allemagne est l'une des premières à mettre en place un mandat explicite de ciblage d'inflation.
Les années 2000 et la crise financière mondiale de 2007-2008 remet en cause ce consensus, car il apparaît que, contrairement à l'hypothèse de Schwartz, la stabilité des prix ne suffit pas à garantir la stabilité financière. De nombreuses institutions monétaires ont ainsi vu leur mandat être élargi après la crise, y incluant désormais la stabilité financière.
Durant les années 2020, des débats théoriques ont lieu au sujet de l'inclusion potentielle de la question de la transition énergétique et de la transition environnementale dans le mandat des banques centrales. S'opposent à ce sujet une position traditionaliste, qui soutient que la banque centrale n'a pas à se préoccuper de questions environnementales ou qu'elle n'est pas la mieux placer pour le faire, et une position militante, qui défend au contraire l'intégration de la question environnementale dans le mandat. Certains, comme François Villeroy de Galhau, font remarquer que la lutte contre le dérèglement climatique peut s'inscrire dans le cadre du mandat préexistant de la banque centrale dès lors qu'elle inclut la stabilité des prix ou encore la stabilité financière, du fait des effets déstabilisateurs du dérèglement climatique sur les prix et les marchés.